# Orthogonius longiphallus
Orthogonius longiphallus – gatunek chrząszcza z rodziny biegaczowatych i podrodziny Orthogoniinae.

## Taksonomia
Gatunek ten opisali w 2005 roku Ming-yi Tian oraz Thierry Deuve na podstawie dwóch okazów samców.

## Opis
Ciało długości 15 do 16 mm i szerokości od 5 do 5,5 mm. Ubarwiony w całości żółtawo lub żółtawe są czułki, głaszczki, odnóża, boki przedplecza, krawędzie niektórych sternitów i spód tułowia, a reszta ciała brązowa do czarnej. Oczy duże, wypukłe. Języczek wąski o dwu szczecinkach. Drugi człon głaszczków wargowych dłuższy niż wierzchołkowy. Przedplecze poprzeczne, 1,8 raza szersze niż długie. Pokrywy raczej płaskie, podłużnie jajowate, o rzędach przytarczkowych długich. Międzyrzędy od 2 do 6 równej szerokości. 1 tak szeroki jak 7. Na trzecim trzy uszczecinione pory. Wyrostek przedpiersia wąski, obrzeżony na wierzchołku. Środkowy płatek aedeagusa samców wyraźnie długi.

## Występowanie
Gatunek ten jest endemitem Bhutanu.